# Plectrohyla cembra
Plectrohyla cembra là một loài ếch trong họ Nhái bén. Chúng là loài đặc hữu của México.
Các môi trường sống tự nhiên của chúng là các khu rừng ôn hòa và sông. Loài này đang bị đe dọa do mất môi trường sống.